# Layne Flack
Layne Flack (Rapid City, 18 maggio 1969 – Las Vegas, 19 luglio 2021) è stato un giocatore di poker statunitense.
Ha vinto 6 braccialetti ed ha centrato 23 piazzamenti a premi WSOP, ultimo dei quali alle WSOP 2009. Vanta inoltre un titolo e 9 piazzamenti a premi WPT.

## Braccialetti delle WSOP
| Anno | Torneo                           | Premio (US$) |
| ---- | -------------------------------- | ------------ |
| 1999 | $3.000 Pot Limit Hold'em         | 224400 $     |
| 2002 | $2.000 No Limit Hold'em          | 303880 $     |
| 2002 | $1.500 No Limit Hold-Em          | 268020 $     |
| 2003 | $2.500 Omaha Hi-Lo Split         | 119260 $     |
| 2003 | $1.500 Limit Hold'em Shootout    | 120000 $     |
| 2008 | $1.500 Pot Limit Omaha con rebuy | 577725 $     |